# Mistrzostwa Świata w Szermierce 1951
Mistrzostwa Świata w Szermierce 1951 – 21. edycja mistrzostw odbyła się w szwedzkiej stolicy Sztokholm.

## Klasyfikacja medalowa
| Lp. | Państwo          | złoto | srebro | brąz | Razem |
| --- | ---------------- | ----- | ------ | ---- | ----- |
| 1   | Węgry            | 3     | 2      | 1    | 6     |
| 2   | Francja          | 3     | -      | 1    | 4     |
| 3   | Włochy           | 2     | 5      | 1    | 8     |
| 4   | Dania            | -     | 1      | 1    | 2     |
| 5   | Szwecja          | -     | -      | 2    | 2     |
| 6   | Belgia           | -     | -      | 1    | 1     |
| -   | Królestwo Egiptu | -     | -      | 1    | 1     |

## Medaliści

### Mężczyźni
| Złoto | Srebro | Brąz |
| Floret | | |
| Manlio Di Rosa                                                                                                 | Edoardo Mangiarotti | Jéhan de Buhan |
| Francja · René Bougnol · Jéhan de Buhan · Christian d’Oriola · Jacques Lataste · Claude Netter · Adrien Rommel | Włochy · Giancarlo Bergamini · Manlio Di Rosa · Edoardo Mangiarotti · Alessandro Mirandoli · Renzo Nostini · Giorgio Pellini | Królestwo Egiptu · Osman Abdel Hafeez · Ahmed Abou-Shadi · Salah Dessouki · Hassan Tawfik · Mahmoud Younes · Mohamed Zulficar |
| Szpada | | |
| Edoardo Mangiarotti                                                                                            | Carlo Pavesi | Sven Fahlman |
| Francja · Alain Besseche · René Bougnol · Jacques Coutrot · Daniel Dagallier · Armand Mouyal · Armand Simon    | Włochy · Roberto Battaglia · Dario Mangiarotti · Mario Mangiarotti · Fiorenzo Marini · Carlo Pavesi                          | Szwecja · Per Carleson · Sven Fahlman · Carl Forssell · Rolf Julin · Bengt Ljungquist · Berndt-Otto Rehbinder                 |
| Szabla | | |
| Aladár Gerevich                                                                                                | Pál Kovács | Gastone Darè |
| Węgry · Tibor Berczelly · Aladár Gerevich · Pál Kovács · Endre Palócz · Károly Pesthy · László Rajcsányi       | Włochy · Gastone Darè · Roberto Ferrari · Renzo Nostini · Vincenzo Pinton · Mauro Racca · Vittorio Stagni                    | Belgia · Gustave Balister · Jean Henriet · François Heywaert · Ferdinand Jassogne · Marcel Van Der Auwera · Édouard Yves      |

### Kobiety
| Złoto | Srebro                                                                                              | Brąz                                                                                                   |
| Floret | | |
| Ilona Elek | Karen Lachmann                                                                                      | Magdolna Nyári                                                                                         |
| Francja · Jacqueline Baudot · Odette Drand · Renée Garilhe · Françoise Gouny · Lylian Guyonneau · Thérèse Sanlaville | Węgry · Ilona Elek · Margit Elek · Katalin Horváth · Magdolna Nyári · Ilona Sákovics · Ilona Vargha | Dania · Ella Dam-Larsen · Solveig Jørgensen · Edith Knudsen · Kate Mahaut · Grete Olsen · Ulla Barding |